# Korem (Äthiopien)
Korem (amharisch ኮረም; alternativ auch Quoram, Kworam) ist eine Stadt und ein Woreda in  der Region Tigray in Nord-Äthiopien.

## Geografie
Am östlichen Rand des äthiopischen Hochlandes in der Debubawi-Zone der Tigray-Region gelegen, liegt die Stadt am äthiopischen Highway 2. Korem befindet sich im endorheischen Becken des Afar-Dreiecks. Der Ashangisee liegt sechs Kilometer nördlich von Korem. Die Stadt ist vom Woreda Ofla umgeben.

## Bevölkerung
Basierend auf der Volkszählung von 2007 leben 16.856 Einwohner in der Stadt, von denen 7532 Männer und 9324 Frauen sind. 92,12 % der Bevölkerung gaben an, orthodoxe Christen zu sein, und 7,65 % waren Muslime. Die Bevölkerung umfasst hauptsächlich Tigrinya. In Gewerbegebieten entlang der Hauptstraßen wird Amharisch häufig als Handelssprache verwendet.